# Condon (månekrater)
Condon er et nedslagskrater på Månen. Det befinder sig på Månens forside på den østlige bred af Sinus Successus, som er en bugt langs den nordøstlige rand af Mare Fecunditatis. Det er opkaldt efter den amerikanske fysiker Edward U. Condon (1902 – 1974).
Navnet blev officielt tildelt af den Internationale Astronomiske Union (IAU) i 1976. 
Før det blev omdøbt af IAU, hed dette krater "Webb R".

## Omgivelser
Condonkrateret ligger midtvejs mellem det større Apolloniuskrater mod nord og det mindre Webbkrater mod syd i Mare Fecunditatis.

## Karakteristika
Dette er en lavaoversvømmet kraterrest, hvor kun lave dele af randen ligger tilbage mod øst og vest. Der er et brud i randen mod syd og et bredere brud nordvest for krateret. Kraterbunden er næsten jævn med kun små lave bakker. Et par småkratere er forbundet med den ydre sydøstlige rand.

## Måneatlas
- Billeder af Condonkrateret i LPI-måneatlasset